# 国立彫像ホール・コレクション

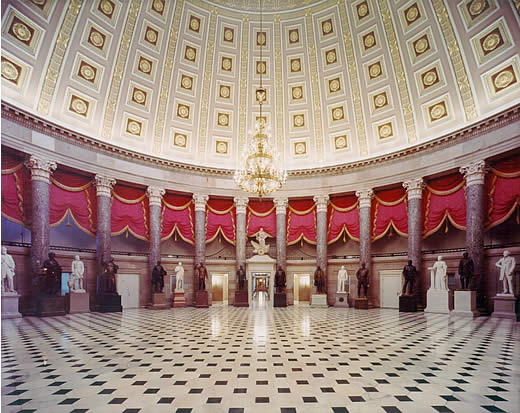
国立彫像ホール・コレクションの一部

国立彫像ホール・コレクション（こくりつちょうぞうホール・コレクション、英:National Statuary Hall Collection）は、アメリカ合衆国議会議事堂にあって、全米50州の歴史の中で著名な人物の栄誉を称えるために各州から寄贈された彫像の展示である。当初は下院の古い議場にあったが、国立彫像ホールと改名されて、それ以来議事堂中に置かれるようになった。
2006年時点で、コレクションは50州からそれぞれ2体、合計100体となっている。2005年にニューメキシコ州からの2体目が寄贈され完成した。カンザス州は連邦議会が置き換えを承認した数年後に最初の2体のうちの1つを置き換えた。
2005年12月1日に署名された連邦議会の特別法によって連邦議会図書館合同委員会に指示してローザ・パークスの彫像を取得し、議事堂内国立彫像ホールの然るべき恒久的な場所に展示することとした。

## 歴史
国立彫像ホールの考えは19世紀半ばに端を発し、1857年に現在の下院翼が完成するさらに前のことだった。当時、下院が新しい大きな議場に移動し、古い空間となった部屋はロタンダと下院翼の間の通路になっていた。1853年には既に元下院議員のガバヌーア・ケンブルがこの部屋を歴史的絵画のギャラリーとして利用することを提案していた。柱の間のスペースがこの目的のためには非常に限られているように思われたが、胸像や彫像の展示には向いていた。
1864年4月19日、下院議員ジャスティン・S・モリルは、「利用価値があってあるいは威厳があり、また同時に単純で費用も掛からない目的のために、各州がその長く続く記念のために価値あると選んだ彫像を受け入れる場所としてこの部屋を取って置いてはどうだろうか？」と質問した。この国立彫像ホールを創るという提案が1864年7月2日に下記のような法律になった。
当初は全州の彫像が国立彫像ホールに置かれた。しかしホールの美的外観がその混雑のために損なわれ、1933年には耐え難い状態になった。当時65体が飾られ、ある場合には前後に3列にもなった。さらに重要なことは部屋の構造強度のためにこれ以上増えると支えられないことだった。かくして1933年に連邦議会は、次のような決議案を成立させた。

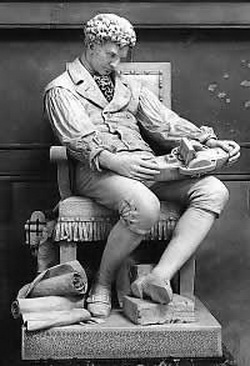
ロバート・フルトンの大理石像、(作)ハワード・ロバーツ

この決議案の承認で、各州から1体ずつの彫像が彫像ホールに置かれることが決められた。もう1体には議事堂の指定された空間や廊下にある目立つ場所を与えられた。1976年には連邦議会図書館合同委員会の承認で2回目の調整が行われた。コレクションの込み合った外観を改善するために、彫像ホールにはその高さや素材によって38体が再配置された。独立当時13州のうちの10州の彫像が議事堂1階東前拡張部の中央ホールに移動された。彫像の残りは議事堂中の主に柱の間と上院翼と下院翼を繋ぐ廊下に配置された。2005年の立法で、アメリカ合衆国領土から各1体の彫像を受け入れることを承認し、別の法案でコロンビア特別区も含めることとなった。
彫像のそれぞれは州からの寄贈品であり、個人や市民のグループのものではない。彫像を寄贈する手続きは、各州議会で記念すべき市民を指名してその資格要件を列挙し、彫刻家を選別する州を代表する委員会または委員を指定し、その決議を実行するための必要な予算を与える決議を採択することで始まる。近年、彫像はロタンダでの儀式で除幕され、そこに6ヶ月間展示される。その後連邦議会図書館合同委員会で承認された恒久的な場所に移動される。2000年に連邦議会で成立した法によって、各州は既に寄贈した彫像の置き換えと回収を認められるようになった。

## コレクション
| 州                   | 顕彰者                                   | 素材   | 彫刻家                                                      | 設置年 | 展示場所                                                          |
| アラバマ州           | ジャベツ・ラマー・モンロー・キュリー     | 大理石 | ダンテ・ソディニ                                            | 1908年 | 柱の間                                                            |
| アラバマ州           | ジョセフ・ウィーラー                     | 青銅   | バーソルド・ネベル                                          | 1925年 | 彫像ホール                                                        |
| アラスカ州           | ボブ・バートレット                       | 青銅   | フェリックス・ド・ウェルドン                                | 1971年 | 下院廊下2階                                                       |
| アラスカ州           | アーネスト・グリューニング               | 青銅   | ジョージ・アンソニセン                                      | 1977年 | 柱の間                                                            |
| アリゾナ州           | ジョン・キャンベル・グリーンウェイ       | 青銅   | ガットスン・ボーグラム                                      | 1930年 | 彫像ホール                                                        |
| アリゾナ州           | エウセビオ・キノ                         | 青銅   | スザンヌ・シルバークリュス                                  | 1965年 | 柱の間                                                            |
| アーカンソー州       | ユライア・ミルトン・ローズ               | 大理石 | フレデリック・ラックスタル                                  | 1917年 | 彫像ホール                                                        |
| アーカンソー州       | ジェイムズ・ポール・クラーク             | 大理石 | ポンペオ・コッピーニ                                        | 1921年 | 上院廊下北玄関1階                                                 |
| カリフォルニア州     | トマス・スター・キング                   | 青銅   | ハイグ・パティジアン                                        | 1931年 | 除去                                                              |
| カリフォルニア州     | ロナルド・レーガン                       | 青銅   | チャス・ファーガン                                          | 2009年 | ロタンダ                                                          |
| カリフォルニア州     | フニペロ・セラ                           | 青銅   | エトール・カドリン                                          | 1931年 | 彫像ホール                                                        |
| コロラド州           | フロレンス・R・セービン                  | 青銅   | ジョイ・ブーバ                                              | 1959年 | 彫像ホール                                                        |
| コロラド州           | ジャック・スワイガート                   | 青銅   | ジョージ・ランディーン と マーク・ランディーン              | 1997年 | 下院廊下1階                                                       |
| コネチカット州       | ロジャー・シャーマン                     | 大理石 | チョーンシー・アイブス                                      | 1872年 | 上院南北廊下1階                                                   |
| コネチカット州       | ジョナサン・トランブル                   | 大理石 | チョーンシー・アイブス                                      | 1872年 | 下院廊下2階                                                       |
| デラウェア州         | ジョン・M・クレイトン                    | 大理石 | ブライアント・ベイカー                                      | 1934年 | 上院廊下2階                                                       |
| デラウェア州         | シーザー・ロドニー                       | 大理石 | ブライアント・ベイカー                                      | 1934年 | 地下室                                                            |
| フロリダ州           | ジョン・ゴリー                           | 大理石 | C・アドリアン・ピラーズ                                     | 1914年 | 彫像ホール                                                        |
| フロリダ州           | エドマンド・カービー・スミス             | 青銅   | C・アドリアン・ピラーズ                                     | 1922年 | 柱の間                                                            |
| ジョージア州         | クロウフォード・W・ロング                | 大理石 | J.マッシー・リンド                                          | 1926年 | 地下室                                                            |
| ジョージア州         | アレクサンダー・スティーヴンズ           | 大理石 | ガットスン・ボーグラム                                      | 1927年 | 彫像ホール                                                        |
| ハワイ州             | ダミアン神父                             | 青銅   | マリソル・エスコバー                                        | 1969年 | 下院廊下1階                                                       |
| ハワイ州             | カメハメハ1世                            | 青銅   | トマス・R・グールド                                         | 1969年 | 彫像ホール                                                        |
| アイダホ州           | ジョージ・レアード・シャウプ             | 大理石 | フレデリック・E・トリーベル                                 | 1910年 | 彫像ホール                                                        |
| アイダホ州           | ウィリアム・エドガー・ボーラ             | 青銅   | ブライアント・ベイカー                                      | 1947年 | 上院廊下2階                                                       |
| イリノイ州           | ジェイムズ・シールズ                     | 青銅   | レナード・W・フォーク                                       | 1893年 | 柱の間                                                            |
| イリノイ州           | フランシス・E・ウィラード                | 大理石 | ヘレン・F・ミアーズ                                         | 1905年 | 彫像ホール                                                        |
| インディアナ州       | オリヴァー・P・モートン                  | 大理石 | チャールズ・ニーハウス                                      | 1900年 | 上院廊下1階                                                       |
| インディアナ州       | ルー・ウォーレス                         | 大理石 | アンドリュー・オコーナー                                    | 1910年 | 彫像ホール                                                        |
| アイオワ州           | ジェイムズ・ハーラン                     | 青銅   | ネリー・V・ウォーカー                                       | 1910年 | 柱の間                                                            |
| アイオワ州           | サミュエル・ジョーダン・カークウッド     | 青銅   | ビニー・リーム                                              | 1913年 | 彫像ホール                                                        |
| カンザス州           | ジョン・ジェイムズ・インガルズ           | 大理石 | チャールズ・ニーハウス                                      | 1905年 | 彫像ホール                                                        |
| カンザス州           | ジョージ・W・グリック                    | 大理石 | チャールズ・ニーハウス                                      | 1914年 | 除去                                                              |
| カンザス州           | ドワイト・D・アイゼンハワー              | 青銅   | ジム・ブラザーズ                                            | 2003年 | ロタンダ                                                          |
| ケンタッキー州       | ヘンリー・クレイ                         | 青銅   | チャールズ・ニーハウス                                      | 1929年 | 彫像ホール                                                        |
| ケンタッキー州       | エフライム・マクドウェル                 | 青銅   | チャールズ・ニーハウス                                      | 1929年 | 上院廊下2階                                                       |
| ルイジアナ州         | ヒューイ・ロング                         | 青銅   | チャールズ・ケック                                          | 1941年 | 彫像ホール                                                        |
| ルイジアナ州         | エドワード・ダグラス・ホワイト           | 青銅   | アーサー・C・モーガン                                       | 1955年 | 上院廊下2階                                                       |
| メイン州             | ウィリアム・キング                       | 大理石 | フランクリン・サイモンズ                                    | 1878年 | 下院廊下2階                                                       |
| メイン州             | ハンニバル・ハムリン                     | 青銅   | チャールズ・E・テフト                                       | 1935年 | 彫像ホール                                                        |
| メリーランド州       | チャールズ・キャロル                     | 青銅   | リチャード・E・ブルックス                                   | 1903年 | 柱の間                                                            |
| メリーランド州       | ジョン・ハンソン                         | 青銅   | リチャード・E・ブルックス                                   | 1903年 | 上院廊下2階                                                       |
| マサチューセッツ州   | サミュエル・アダムズ                     | 大理石 | アン・ホイットニー                                          | 1876年 | 地下室                                                            |
| マサチューセッツ州   | ジョン・ウィンスロップ                   | 大理石 | リチャード・S・グリーノー                                   | 1876年 | 柱の間                                                            |
| ミシガン州           | ルイス・カス                             | 大理石 | ダニエル・チェスター・フレンチ                              | 1889年 | 彫像ホール                                                        |
| ミシガン州           | ザカライア・チャンドラー                 | 大理石 | チャールズ・ニーハウス                                      | 1913年 | 柱の間(下注参照)                                                  |
| ミネソタ州           | ヘンリー・モウアー・ライス               | 大理石 | フレデリック・E・トリーベル                                 | 1916年 | 彫像ホール                                                        |
| ミネソタ州           | マリア・L・サンフォード                  | 青銅   | エブリン・レイモンド                                        | 1958年 | 上院廊下2階                                                       |
| ミシシッピ州         | ジェファーソン・デイヴィス               | 青銅   | オーガスタス・ルークマン                                    | 1931年 | 彫像ホール                                                        |
| ミシシッピ州         | ジェイムズ・Z・ジョージ                  | 青銅   | オーガスタス・ルークマン                                    | 1931年 | 柱の間                                                            |
| ミズーリ州           | トマス・ハート・ベントン                 | 大理石 | アレクサンダー・ドイル                                      | 1899年 | 彫像ホール                                                        |
| ミズーリ州           | フランシス・ブレア                       | 大理石 | アレクサンダー・ドイル                                      | 1899年 | 柱の間                                                            |
| モンタナ州           | チャールズ・マリオン・ラッセル           | 青銅   | ジョン・B・ウィーバー                                       | 1959年 | 彫像ホール                                                        |
| モンタナ州           | ジャネット・ランキン                     | 青銅   | テリー・ミンモー                                            | 1985年 | 下院廊下1階                                                       |
| ネブラスカ州         | ウィリアム・ジェニングス・ブライアン     | 青銅   | ルドルフ・エバンス                                          | 1937年 | 彫像ホール                                                        |
| ネブラスカ州         | ジュリアス・スターリング・モートン       | 青銅   | ルドルフ・エバンス                                          | 1937年 | 柱の間                                                            |
| ネバダ州             | パトリック・アンソニー・マッカラン       | 青銅   | ヨランド・ジェイコブソン                                    | 1960年 | 彫像ホール                                                        |
| ネバダ州             | サラ・ウィネマッカ                       | 青銅   | ベンジャミン・ビクター                                      | 2005年 | 柱の間                                                            |
| ニューハンプシャー州 | ジョン・スターク                         | 大理石 | カール・コンラッズ                                          | 1894年 | ロタンダ北玄関                                                    |
| ニューハンプシャー州 | ダニエル・ウェブスター                   | 大理石 | カール・コンラッズ (トマス・ボールの後)                     | 1894年 | 彫像ホール                                                        |
| ニュージャージー州   | フィリップ・カーニー                     | 青銅   | ヘンリー・カーク・ブラウン                                  | 1888年 | 柱の間                                                            |
| ニュージャージー州   | リチャード・ストックトン                 | 大理石 | ヘンリー・カーク・ブラウン (H・K・ブッシュ・ブラウンが完成) | 1888年 | 上院廊下北玄関1階                                                 |
| ニューメキシコ州     | デニス・チャベス                         | 青銅   | フェリックス・ド・ウェルドン                                | 1966年 | ロタンダ北玄関                                                    |
| ニューメキシコ州     | ポペ                                     | 大理石 | クリフ・フラグァ                                            | 2005年 | ロタンダ (連邦議会図書館合同委員会で恒久的な場所が選定されるまで) |
| ニューヨーク州       | ジョージ・クリントン                     | 青銅   | ヘンリー・カーク・ブラウン                                  | 1873年 | 下院小ロタンダ                                                    |
| ニューヨーク州       | ロバート・リビングストン                 | 青銅   | エラスタス・ドウ・パーマー                                  | 1875年 | 地下室                                                            |
| ノースカロライナ州   | ゼブロン・ベアード・バンス               | 青銅   | ガットスン・ボーグラム                                      | 1916年 | 彫像ホール                                                        |
| ノースカロライナ州   | チャールズ・ブラントリー・エイコック     | 青銅   | チャールズ・ケック                                          | 1932年 | 地下室                                                            |
| ノースダコタ州       | ジョン・バーク                           | 青銅   | アバード・フェアバンクス                                    | 1963年 | 彫像ホール                                                        |
| ノースダコタ州       | サカガウィア                             | 青銅   | アリゾナ・ブロンズ・アトリエ (1909年レナード・クルネルの後) | 2003年 | 地下室                                                            |
| オハイオ州           | ジェームズ・ガーフィールド               | 大理石 | チャールズ・ニーハウス                                      | 1886年 | ロタンダ                                                          |
| オハイオ州           | ウィリアム・アレン                       | 大理石 | チャールズ・ニーハウス                                      | 1887年 | 彫像ホール                                                        |
| オクラホマ州         | シクウォイア                             | 青銅   | ビニー・リーム (G・ジュリアン・ゾルネイが完成)              | 1917年 | 彫像ホール                                                        |
| オクラホマ州         | ウィル・ロジャース                       | 青銅   | ジョー・デービッドソン                                      | 1939年 | 下院廊下2階                                                       |
| オレゴン州           | ジェイソン・リー                         | 青銅   | ギフォード・M・プロクター                                   | 1953年 | 彫像ホール                                                        |
| オレゴン州           | ジョン・マクローリン                     | 青銅   | ギフォード・M・プロクター                                   | 1953年 | 下院廊下2階                                                       |
| ペンシルベニア州     | ロバート・フルトン                       | 大理石 | ハワード・ロバーツ                                          | 1889年 | 彫像ホール                                                        |
| ペンシルベニア州     | ピーター・ミューレンバーグ               | 大理石 | ブランチ・ネヴィン                                          | 1889年 | 下院小ロタンダ                                                    |
| ロードアイランド州   | ナサニエル・グリーン                     | 大理石 | ヘンリー・カーク・ブラウン                                  | 1870年 | 柱の間                                                            |
| ロードアイランド州   | ロジャー・ウィリアムズ                   | 大理石 | フランクリン・サイモンズ                                    | 1872年 | 上院廊下2階                                                       |
| サウスカロライナ州   | ジョン・カルフーン                       | 大理石 | フレデリック・ラックスタル                                  | 1910年 | 地下室                                                            |
| サウスカロライナ州   | ウェイド・ハンプトン                     | 大理石 | フレデリック・ラックスタル                                  | 1929年 | 下院廊下2階                                                       |
| サウスダコタ州       | ウィリアム・ヘンリー・ハリソン・ビードル | 青銅   | H・ダニエル・ウェブスター                                   | 1938年 | 彫像ホール                                                        |
| サウスダコタ州       | ジョセフ・ウォード                       | 大理石 | ブルーノ・ベゲー                                            | 1963年 | 柱の間                                                            |
| テネシー州           | アンドリュー・ジャクソン                 | 青銅   | ベル・キニー・ショルツ とレオポルド・F・ショルツ            | 1928年 | ロタンダ                                                          |
| テネシー州           | ジョン・セビア                           | 青銅   | ベル・キニー・ショルツ とレオポルド・F・ショルツ            | 1931年 | 彫像ホール                                                        |
| テキサス州           | スティーブン・オースティン               | 大理石 | エリザベット・ニー                                          | 1905年 | 下院小ロタンダ                                                    |
| テキサス州           | サミュエル・ヒューストン                 | 大理石 | エリザベット・ニー                                          | 1905年 | 彫像ホール                                                        |
| ユタ州               | ブリガム・ヤング                         | 大理石 | マホンリ・ヤング                                            | 1950年 | 彫像ホール                                                        |
| ユタ州               | フィロ・ファーンズワース                 | 青銅   | ジェイムズ・R・アバティ                                     | 1990年 | 下院廊下1階                                                       |
| バーモント州         | イーサン・アレン                         | 大理石 | ラーキン・G・ミード                                         | 1876年 | 彫像ホール                                                        |
| バーモント州         | ジェイコブ・コラマー                     | 大理石 | プレストン・パワーズ                                        | 1881年 | 柱の間                                                            |
| バージニア州         | ロバート・E・リー                        | 青銅   | エドワード・V・バレンタイン                                 | 1934年 | 彫像ホール                                                        |
| バージニア州         | ジョージ・ワシントン                     | 青銅   | ジャン＝アントワーヌ・ウードン                              | 1934年 | ロタンダ                                                          |
| ワシントン州         | マーカス・ホイットマン                   | 青銅   | アバード・フェアバンクス                                    | 1953年 | 彫像ホール                                                        |
| ワシントン州         | マザー・ジョセフ                         | 青銅   | フェリックス・ド・ウェルドン                                | 1980年 | 柱の間                                                            |
| ウェストバージニア州 | ジョン・E・ケンナ                        | 大理石 | アレクサンダー・ドイル                                      | 1901年 | 柱の間                                                            |
| ウェストバージニア州 | フランシス・ハリソン・ピアポント         | 大理石 | フランクリン・サイモンズ                                    | 1910年 | 彫像ホール                                                        |
| ウィスコンシン州     | ジャック・マルケット                     | 大理石 | ガエターノ・トレンタノーブ                                  | 1896年 | 下院廊下2階                                                       |
| ウィスコンシン州     | ロバート・M・ラフォレット・シニア        | 大理石 | ジョー・ダビッドソン                                        | 1929年 | 彫像ホール                                                        |
| ワイオミング州       | エスター・ホバート・モリス               | 青銅   | アバード・フェアバンクス                                    | 1960年 | 彫像ホール玄関                                                    |
| ワイオミング州       | ワシャキー                               | 青銅   | デイブ・マックゲーリー                                      | 2000年 | 下院廊下1階                                                       |

注: 2006年8月31日、カリフォルニア州議会は、トマス・スター・キングの彫像の代わりにロナルド・レーガンの彫像を置く共同決議案を承認し、2009年に置き換えた。2007年、ミシガン州議会はザカライアー・チャンドラーの彫像の代わりにジェラルド・フォードの彫像を置く決議案を承認した。置き換えが審理中で議事堂内に留まっている。